# Cuarto Gobierno Woidke
El cuarto gobierno de Dietmar Woidke ejerce el poder ejecutivo de Brandeburgo, a partir del 11 de diciembre de 2024. Encabezado por el político Dietmar Woidke, el gobierno está integrado por el Partido Socialdemócrata de Alemania (SPD) y la Alianza Sahra Wagenknecht-Por la Razón y la Justicia (BSW).

## Mandato
Este gobierno está dirigido por el ministro presidente socialdemócrata Dietmar Woidke. Está formado y apoyado por una coalición entre el Partido Socialdemócrata de Alemania (SPD) y la Alianza Sahra Wagenknecht-Por la Razón y la Justicia (BSW). Juntos tienen 45 diputados de 88 de los escaños en el Parlamento Regional de Brandeburgo.
Por lo tanto, sucede al Tercer Gobierno Woidke, formado por el SPD, la CDU y la B'90/Grüne.

## Gabinete ministerial
Partido Socialdemócrata de Alemania     Alianza Sahra Wagenknecht-Por la Razón y la Justicia

### Ministro Presidente de Brandeburgo
| Fotografía | Primer ministro | Período                 | Período     | Partido | Partido |
| Fotografía | Primer ministro | Inicio                  | Fin         | Partido | Partido |
| ---------- | --------------- | ----------------------- | ----------- | ------- | ------- |
|            | Dietmar Woidke  | 11 de diciembre de 2024 | En el cargo |         |         |

### Viceministro Presidente de Brandeburgo
| Fotografía | Vice primer ministro | Período                 | Período     | Partido | Partido |
| Fotografía | Vice primer ministro | Inicio                  | Fin         | Partido | Partido |
| ---------- | -------------------- | ----------------------- | ----------- | ------- | ------- |
|            | Robert Crumbach      | 11 de diciembre de 2024 | En el cargo |         |         |

### Ministros
| Ministerio                                                            | Fotografía | Titular           | Período                 | Período            | Partido | Partido |
| Ministerio                                                            | Fotografía | Titular           | Inicio                  | Fin                | Partido | Partido |
| --------------------------------------------------------------------- | ---------- | ----------------- | ----------------------- | ------------------ | ------- | ------- |
| Agricultura, Alimentación, Medio Ambiente y Protección del Consumidor |            | Hanka Mittelstädt | 11 de diciembre de 2024 | En el cargo        |         |         |
| Ciencia, Investigación y Cultura                                      |            | Manja Schüle      | 11 de diciembre de 2024 | En el cargo        |         |         |
| Economía, Trabajo, Energía y Protección del Clima                     |            | Daniel Keller     | 11 de diciembre de 2024 | En el cargo        |         |         |
| Educación, Juventud y Deporte                                         |            | Steffen Freiberg  | 11 de diciembre de 2024 | En el cargo        |         |         |
| Finanzas y Europa                                                     |            | Robert Crumbach   | 11 de diciembre de 2024 | En el cargo        |         |         |
| Infraestructuras y Planificación Estatal                              |            | Detlef Tabbert    | 11 de diciembre de 2024 | En el cargo        |         |         |
| Interior y Asuntos Municipales                                        |            | Katrin Lange      | 11 de diciembre de 2024 | 22 de mayo de 2025 |         |         |
| Interior y Asuntos Municipales                                        |            | René Wilke        | 22 de mayo de 2025      | En el cargo        |         |         |
| Justicia                                                              |            | Benjamin Grimm    | 11 de diciembre de 2024 | En el cargo        |         |         |
| Sanidad y Asuntos Sociales                                            |            | Britta Müller     | 11 de diciembre de 2024 | En el cargo        |         |         |